# Política de Barbados

Escudo de Barbados.

Barbados obtuvo la independencia del Reino Unido el 30 de noviembre de 1966 ingresando en la Mancomunidad de Naciones.
Desde su constitución, Barbados es una democracia parlamentaria al estilo británico. Un gobernador general representó al monarca. El poder ejecutivo está en manos de un primer ministro y su gabinete. El 30 de noviembre de 2021 el país pasó a ser una república. La gobernadora, Sandra Mason, anunció en septiembre de 2020 que Barbados se transformaría en una república. El 6 de octubre de 2021, se aprobó un proyecto de ley que introdujo enmiendas a la Constitución de Barbados, introduciendo la figura presidencial para reemplazar al monarca británico como jefe de Estado. La semana siguiente, el 12 de octubre de 2021, la entonces gobernadora general de Barbados, Sandra Mason, fue nombrada conjuntamente por la primera ministra y el líder de la oposición como candidata a la primera presidencia de Barbados, y posteriormente elegida el 20 de octubre. Mason asumió el cargo el 30 de noviembre de 2021.
La isla está dividida administrativamente en once parroquias y la ciudad de Bridgetown. No existe gobierno local.
Barbados dedica el 2,5 % de su presupuesto a su Defensa.

## Gobierno
Hay tres partidos políticos en Barbados: el Partido Laborista de Barbados (BLP); el Partido Laborista Democrático (DLP) y el Partido Democrático Nacional (NDP). Todos son de ideología moderada y sin grandes diferencias ideológicas entre ellos. Los mayores problemas políticos en Barbados, hoy en día, provienen de cómo promover el crecimiento económico: creación de empleo, diversificación agrícola, creación de industrias ligeras y promoción del turismo.
EL BLP retornó al poder tras las elecciones de enero de 1999 obteniendo 26 escaños del Parlamento, el DLP solo obtuvo dos. El primer ministro, Owen Arthur, que había sido ministro de Economía, ha dado una gran prioridad al desarrollo económico. El principal partido de la oposición, el DLP, está liderado por David Thompson.
- Tipo de gobierno:

República parlamentaria; Estado soberano independiente de la Commonwealth.

## Lista de jefes de Estado
Reina de Barbados:
- S. M. Isabel II (Dinastía Windsor, 1952-2021)

Presidentes:
- Sandra Mason (2021-actualidad)

## Representantes del jefe de Estado
Gobernadores generales:
- Sir John Montague Stow (1966-1967)
- Sir Winston Scott (1967-1976)
- Sir William Douglas (1976)
- Sir Deighton Lisle Ward (1976-1984)
- Sir William Douglas (1984)
- Sir Hugh Springer (1984-1990)
- Dame Nita Barrow (1990-1995)
- Sir Denys Williams (1995-1996)
- Sir Clifford Husbands (1996-2011)
- Sir Elliot Belgrave (2011-2018)
- Sandra Mason (2018-2021)

## Jefes de Gobierno
Primeros ministros
- Errol Walton Barros (1966-1976)
- Tom Adams (1976-1985)
- Bernard St John (1985-1986)
- Errol Walton Barrow (1986-1987)
- Erskine Sandiford (1987-1994)
- Owen Seymour Arthur (1994-2008)
- David John Howard Thompson (2008-2010)
- Freundel Stuart (2010-2018)
- Mia Mottley (2018-actualidad)

## Divisiones administrativas
11 parroquias; Parroquia de Christ Church, Parroquia de Saint Andrew, Parroquia de Saint George, Parroquia de Saint James, parroquia de Saint John, parroquia de Saint Joseph, parroquia de Saint Lucy, parroquia de Saint Michael, parroquia de Saint Peter, parroquia de Saint Philip, parroquia de Saint Thomas.
Nota: La ciudad de Bridgetown no pertenece a ninguna parroquia, pero puede ser que alcance ese estatus.
Independencia: 30 de noviembre de 1966 (del Reino Unido)
Fiesta nacional: Día de la Independencia, 30 de noviembre
Constitución: 30 de noviembre de 1966
Sistema legal: Derecho consuetudinario inglés; no hay revisión judicial de los actos legislativos.
Sufragio: Universal a partir de los 18 años.

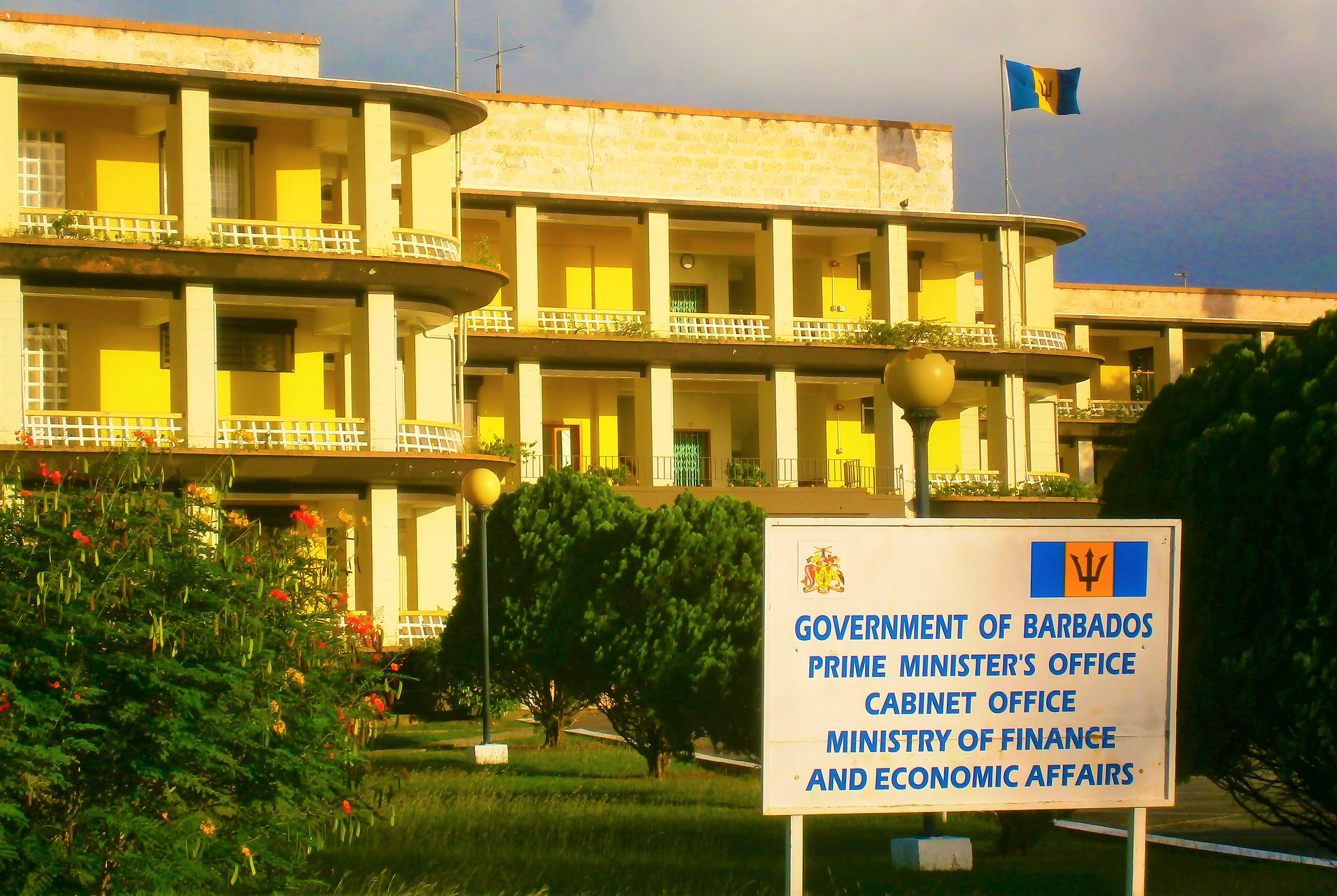
Palacio del primer ministro, sede del Poder Ejecutivo de Barbados (Bridgetown).

## Poder ejecutivo
Jefe de Estado: Presidenta: Sandra Mason (desde el 30 de noviembre de 2021).
Jefe del Gobierno: Primera ministra: Mia Mottley (desde el 25 de mayo de 2018).
Gobierno: Gabinete nombrado por el gobernador general y elegido por el primer ministro.

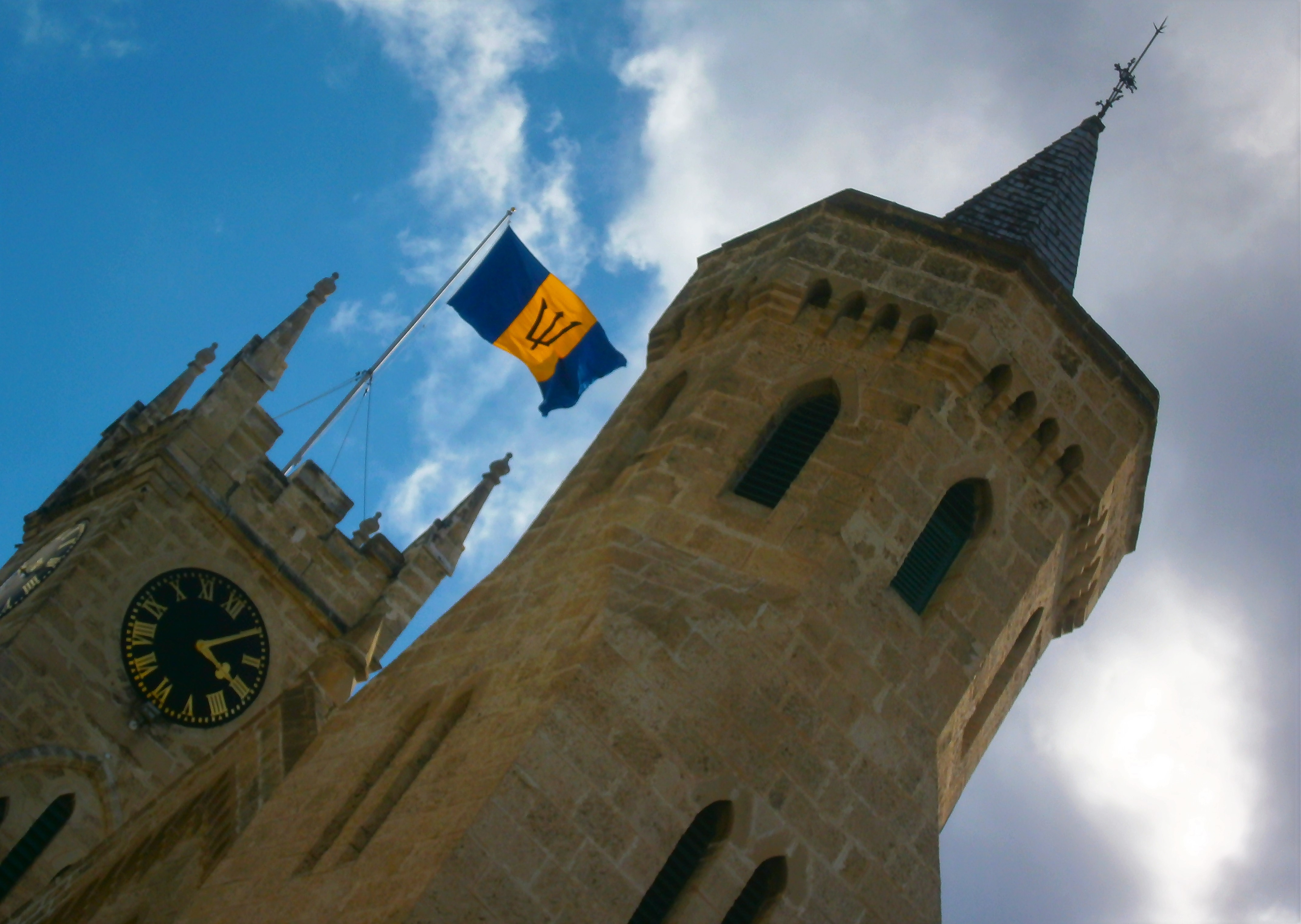
Edificio del Parlamento de Barbados (Bridgetown).

## Poder legislativo
El Parlamento tiene dos cámaras que son: la Asamblea y el Senado. Los 30 miembros de la primera son elegidos por sufragio universal por un periodo de cinco años. Las elecciones pueden ser convocadas por el Gobierno para obtener un nuevo mandato o si este sufre una cuestión de confianza en el Parlamento. Los 21 miembros del Senado son nombrados por el Gobernador General, 12 de ellos por consejo del primer ministro, dos por consejo del líder de la oposición y siete a discreción del propio Gobernador.
Últimas elecciones: Asamblea: 24 de mayo de 2018.
Resultados últimas elecciones: DLP 30 escaños; BLP 0 escaños.

## Poder judicial
Barbados tiene independencia judicial y dispone de juzgados de paz estatutariamente autorizados por un Tribunal Supremo bajo mandato constitucional. El Tribunal Supremo consiste en un alto tribunal y una corte de apelaciones, cada uno de ellos con cuatro jueces. El presidente del Tribunal Supremo está presente en ambos. La última instancia a la que se puede instar es el Comité Judicial del Consejo Privado de Su Majestad de Londres, cuyas decisiones son obligatorias para todas las partes. Los Jueces de la Corte Suprema son nombrados por el Gobernador General por recomendación del primer ministro y después de consultar al líder de la oposición.
El Tribunal Supremo de la Judicatura cuyos jueces son nombrados por la Comisión de Servicios Judicial y Legal.

## Partidos políticos
- Partido Laborista de Barbados (Barbados Labour Party)
- Partido Democrático Laborista (Democratic Labour Party)
- National Democratic Party
- Worker's Party of Barbados
- People's Progressive Movement
- Clement Payne Movement

## Grupos de presión política y sus líderes
- Barbados Workers Union, Leroy Trotman
- Clement Payne Labor Union, David Commissiong
- People's Progressive Movement, Eric Sealy
- Worker's Party of Barbados, Dr. George Belle

## Participación en Organismos Internacionales
ACP, C, Caricom, CDB, ECLAC, FAO, G-77, IADB, IBRD, OACI, ICC, ICFTU, ICRM, IFAD, IFC, IFRCS, ILO, IMF, IMO, Intelsat, Interpol, IOC, ISO, ITU, LAES, NAM, OAS, OPANAL, UN, UNCTAD, Unesco, UNIDO, UPU, WFTU, WHO, WIPO, WMO, WTrO,OEI